# Villers-Saint-Martin
Villers-Saint-Martin är en kommun i departementet Doubs i regionen Bourgogne-Franche-Comté i östra Frankrike. Kommunen ligger i kantonen Baume-les-Dames som tillhör arrondissementet Besançon. År 2022 hade Villers-Saint-Martin 227 invånare.

## Befolkningsutveckling
Antalet invånare i kommunen Villers-Saint-Martin
Referens:INSEE